# Vineyard Norden
Vineyard Norden är en karismatisk och evangelikal kristen församlingsrörelse och en av åtta regionala "AVC:er" inom den internationella Vineyardrörelsen. Vineyard Norden består i dag av 20 församlingar i Norge, Sverige, Danmark och Finland med cirka 2 000 aktiva medlemmar.
Hans Sundberg var ledare för rörelsen från starten fram till 2009 och rörelsen leds nu av Flemming Mølhede.
Många moderna kristna musiker har sitt hem i Vineyard, bland annat Johan Sundqvist, Markus Lindsmyr, Mikael & Åsa Fhinn, Gregory Häljestig, Emanuel Sandgren, Mattias & Therese Martinson.

## Vineyard Sverige
Nordens första Vineyard-församling, Stockholm Vineyard, startades 1992 av Hans Sundberg, Hans Johansson och Ted Jeans. Våren 1993 blev man officiellt erkänd som Vineyardförsamling.
I Sverige har församlingar sedan dess etablerats i bland annat Skellefteå, Umeå, Göteborg, Strängnäs, Nyköping, Norrköping och Jönköping. Små Vineyardgrupper finns även i andra städer.
Vineyard är med i Sveriges kristna råd och dess frikyrkosamråd.

## Vineyard Norge
Den 17 oktober 1993 bildades officiellt Oslo Vineyard av Kjell Aasmundrud, med bakgrund i två husgemenskaper som startats hösten 1992. Under årens lopp har flera fristående grupper anslutit sig till rörelsen och nya församlingar har även knoppats av från Oslo Vineyard.
Hösten 1997 blev Ålesund Vineyard den andra självständiga Vineyard-församlingen i Norge. 
Idag finns även Vineyardförsamlingar i Drammen, Kristiansand, Larvik, Levanger, Sykkylven och Trondheim. Vineyard Norge har varit mycket engagerad i församlingsplantering i Ryssland.

## Vineyard Danmark
Under 1995 skapades fördjupade relationer mellan Vineyard Sverige och den fristående danska församlingen Aars Frikirke.
1996 bytte Aars Frikirke namn till Aars Vineyard och blev en officiell del av Vineyardrörelsen.
Denna församlings ledarpar, Anne och Flemming Mølhede, ledde från 1 december 1997 en församlingsplantering i Köpenhamn, utifrån vilken Köpenhamn Vineyard växte fram, med Mølhedes som ledare. Denna församling har idag ca 500 vuxna medlemmar, de flesta tillhör cellgrupper som träffas varje vecka.
Köpenhamn Vineyard har i sin tur planterat Vineyard-församlingar i Roskilde, Odense, Køge, Aarhus och Rønne.

## Vineyard Island
Vineyard Reykjavik International Fellowship hette en Vineyardförsamling på Island.

## Vineyard Finland
Helsingfors Vineyard bildades 1997 av Cai och Katja Talvio och har idag ett 70-tal vuxna medlemmar.